# Mara Faye Lethem
Mara Faye Lethem (Nova York, 1971) és escriptora i traductora literària del català i del castellà a l'anglès. Ha traduït novel·les d'Albert Sánchez Piñol, Gemma Lienas, Albert Espinosa, David Trueba, Javier Calvo Perales i Patricio Pron, entre d'altres. Les seves traduccions de relats i assaigs s'han publicat a Granta, The Paris Review, The Drawbridge, The Atlantic, Virginia Quarterly Review i The Best American Non-Required Reading 2010. És llicenciada pel Macalester College i té un màster per la Rutgers University. El 2022 va guanyar el Premi Internacional J. B. Cendrós d'Òmnium Cultural per la seva “tasca incansable i de llarg recorregut” ajudant a internacionalitzar la cultura catalana a través de la traducció a l’anglès d’obres escrites en català.